# フランク莉奈
フランク莉奈（フランク りな、7月6日 - ）は、日本の女優。
北海道札幌市出身。早稲田大学国際教養学部卒業。旧芸名：佐竹莉奈。かつてホリプロに所属していた。ミュージカル作品を中心に主に舞台で活躍している。

## 略歴
小学2年生の時にアメリカで1年間生活した際に学校の学習発表会でのお芝居で演技の楽しさに目覚め、帰国後に地元の劇団に所属して、子役として地元北海道で舞台に立つ。また札幌のモデル事務所ミストケイズカンパニーに所属し、16歳よりモデルRINAとして活動。「2010アジアスーパーモデルコンテスト」では日本代表に選出され中国・南寧市で開催された決勝戦でアジアスーパーモデル賞を受賞、また「東京ガールズコレクション2011 S/S」や「札幌コレクション 2010/2011/2012」などへ出演し、「札幌コレクション 2012」ではメインビジュアルを務める。
2011年に、オーディション雑誌を見て応募したミュージカル『ロミオ&ジュリエット』の公募オーディションを勝ち抜いて、ヒロイン・ジュリエットを演じて女優フランク莉奈としてプロデビュー。2012年1月1日よりアトリエ・ダンカンへ所属し、ミュージカル『リトル・ショップ・オブ・ホラーズ』でヒロインを、また翌2013年には再びミュージカル『ロミオ&ジュリエット』でヒロインを務めるなど、ミュージカル作品を中心に舞台で活躍している。
2014年6月よりホリプロの所属となる。
2015年2月8日放送のBSフジ『まいど!ジャーニィ〜』にゲスト出演しバラエティ番組初出演、同年8月には旅チャンネルの特別番組でレポーターを務めるなど活躍の場を広げている。2015年10月から2017年9月までTBS『王様のブランチ』にブランチリポーターとして出演する。
2020年3月に早稲田大学国際教養学部を卒業。同年3月16日、自身のInstagramにて早稲田大学を卒業したことを報告。
2022年4月30日をもってホリプロを退所した。
2022年7月より芸名を佐竹莉奈へと改名。
2024年6月より再びフランク莉奈の芸名で活動。

## 人物
アメリカ・ウィスコンシン州出身の米国人の父と日本人の母を持つ。父の仕事の関係で小学2年生の時に1年間だけアメリカ・ミネソタ州で暮らした経験がある。英語と日本語のバイリンガルで、英語と日本語をバランスよく身につけるために幼稚園の頃からインターナショナル・スクールと日本の学校に交互に通っていた。
父親の影響からAC/DC、ザ・フー、ローリング・ストーンズなど1960年代〜1970年代のロックを聴いて育ち、特にAC/DCの大ファン。カラオケの十八番はザ・ランナウェイズの1977年のヒット曲「チェリー・ボム (Cherry Bomb)」。
映像作品にも関心を持ち、ハリウッドへ進出して日本とアメリカの双方で活動するのが夢である。

## 出演

### 舞台
- ロミオ&ジュリエット（2011年） - ジュリエット 役[注 1] ※ヒロイン
  - ロミオ&ジュリエット（2013年） - ジュリエット 役[注 2] ※ヒロイン
- リトル・ショップ・オブ・ホラーズ（2012年） - オードリー 役 ※ヒロイン
- 星めぐりのうた（2012年） - カオル 役
- ブロードウェイミュージカルライブ2013（2013年）
- ザ・ビューティフル・ゲーム（2014年） - クリスティン・ワーナー 役
- オーシャンズ11（2014年） - ポーラ 役
- 虹のプレリュード（2014年） - コンスタンティア・グラドコフスカ 役
- ＞（ダイナリィ）〜大稲荷・狐色になるまで入魂〜（2015年、カムカムミニキーナ） - 安倍マリア 役 ※ヒロイン
- パレード（2017年） - メアリー・フェイガン 役
- I Love Musical（2017年）
- ペール・ギュント（2017年）
- ピーターパン（2018年） - タイガー・リリー 役[14]
- 命売ります（2018年） - 岸るり子 役
- 怪人と探偵（2019年） - 花崎マユミ 役
- EDGES -エッジズ-（チーム♉〈BULL/ブル〉）（2020年）
- RENT（2020年） - モーリーン 役
  - RENT（2023年） - モーリーン役
- BARNUM（2021年） - ジェニー･リンド 役
- JAMIE（2021年） - ベッカ 役
- ロッキー・ホラー・ショー（2022年） - マジェンタ 役
- フラワー・ドラム・ソング（2022年） - リンダ・ロウ 役
- SHOW-ism XI 『BERBER RENDEZVOUS』（2022年） - オルセー 役
- 舞台「鬼滅の刃」 其ノ肆 遊郭潜入（2023年11月14日 - 19日、メルパルクホール / 12月1日 - 10日、TOKYO DOME CITY HALL） - 堕姫 役[15]
- ミュージカル「ダンス オブ ヴァンパイア」（2025年） - サラ 役[16]
- ミュージカル「キルバーン」（2025年） - 有頂天オリーブ 役[17][18]
- 舞台「刀剣乱舞」禺伝 矛盾源氏物語〜再演〜（2026年上演予定） - 六条御息所 役[19]

### テレビ
- 王様のブランチ（2015年10月10日 - 2017年9月30日、TBS） - リポーター
- いくぞ〜!北の出会い旅「十勝でイチオシを探せ！〜前編 / 後編」（2016年5月8日 - 15日、NHK札幌放送局）

### 音楽番組
- 歌謡チャリティーコンサート（2015年5月5日、NHK）

### ラジオドラマ
- FMシアター 素敵な十六歳（2015年9月19日、NHK-FM）
- 特集オーディオドラマ サウンドミュージカル 雪色オルゴール（2019年1月2日、NHK-FM）
- 青春アドベンチャー（NHK-FM）
  - 月の立つ林で（2024年7月22日 - 8月2日）
  - ピアノdays（2024年12月16日 - 12月20日）

### CM
- 日本マクドナルド
- Google Japan
- ムラサキスポーツ 水着コレクション2013

### イベント
- 東京ガールズコレクション2011 S/S（2011年）
- 札幌コレクション 2010（2010年）
- 札幌コレクション 2011（2011年）
- 札幌コレクション 2012（2012年） - メインビジュアル